# Danh sách cầu thủ Chelsea F.C.
Đây là danh sách những cầu thủ nổi bật của Chelsea Football Club. Thường là bao gồm các cầu thủ thi đấu hơn 100 trận cho câu lạc bộ, những người ít hơn 100 trận nhưng có cống hiến nổi bật, những cầu thủ đầu tiên của câu lạc bộ hoặc những cầu thủ được bình chọn Cầu thủ xuất sắc nhất năm
Giai đoạn thi đấu chỉ tính chơi cho Chelsea.
Số liệu ở đâu bao gồm tất cả các giải đấu và cả lần ra sân từ ghế dự bị.
Với tất cả các cầu thủ Chelsea có bài viết trên Wikipedia, xem Thể loại:Cầu thủ Chelsea F.C..

## Danh sách các cầu thủ
(Tính tới 14 tháng 7 năm 2015)
- Đậm vẫn đang thi đấu cho câu lạc bộ.

| Tên                     | Quốc tịch         | Vị trí               | Giai đoạn thi đấu   | Số lần ra sân | Bàn thắng |
| ----------------------- | ----------------- | -------------------- | ------------------- | ------------- | --------- |
| George Hilsdon          | Anh               | Tiền đạo cắm         | 1906–1912           | 164           | 107       |
| Jock Cameron            | Scotland          | Tiền vệ              | 1907–1913           | 194           | 0         |
| Ben Warren              | Anh               | Tiền vệ              | 1908–1914           | 101           | 5         |
| Vivian Woodward         | Anh               | Tiền đạo             | 1909–1915           | 116           | 34        |
| Bob Whittingham         | Anh               | Tiền đạo cắm         | 1909–1919           | 129           | 80        |
| Walter Bettridge        | Anh               | Tiền vệ              | 1909–1922           | 254           | 0         |
| Jim Molyneux            | Anh               | Thủ môn              | 1910–1923           | 239           | 0         |
| Jack Harrow             | Anh               | Hậu vệ               | 1911–1926           | 333           | 5         |
| Harold Halse            | Anh               | Trung vệ             | 1913–1921           | 111           | 25        |
| Nils Middelboe          | Đan Mạch          | Tiền vệ              | 1913–1921           | 175           | 0         |
| Bob McNeil              | Scotland          | Tiền đạo             | 1914–1927           | 307           | 32        |
| Jack Cock               | Anh               | Tiền đạo cắm         | 1919–1923           | 111           | 53        |
| Harry Wilding           | Anh               | Trung vệ             | 1919–1928           | 241           | 22        |
| Tommy Meehan            | Anh               | Tiền vệ              | 1920–1924           | 133           | 4         |
| George W. Smith         | Scotland          | Hậu vệ cánh          | 1921–1932           | 370           | 0         |
| Andy Wilson             | Scotland          | Tiền đạo             | 1923–1931           | 253           | 62        |
| Jackie Crawford         | Anh               | Tiền vệ cánh         | 1923–1934           | 308           | 27        |
| Harold Miller           | Anh               | Tiền đạo             | 1923–1939           | 363           | 44        |
| Tommy Law               | Scotland          | Hậu vệ cánh          | 1925–1939           | 319           | 19        |
| Sam Millington          | Anh               | Thủ môn              | 1926–1932           | 245           | 0         |
| Syd Bishop              | Anh               | Tiền vệ              | 1928–1933           | 109           | 6         |
| George Mills            | Anh               | Tiền đạo cắm         | 1929–1943           | 239           | 123       |
| Hughie Gallacher        | Scotland          | Tiền đạo cắm         | 1930–1934           | 144           | 81        |
| George Barber           | Anh               | Hậu vệ               | 1930–1939           | 294           | 1         |
| Leonard Allum           | Anh               | Hậu vệ               | 1932–1939           | 102           | 2         |
| Jimmy Argue             | Scotland          | Tiền đạo             | 1933–1947           | 125           | 35        |
| Dick Spence             | Anh               | Tiền vệ cánh         | 1934–1950           | 246           | 65        |
| Harry Burgess           | Anh               | Tiền đạo             | 1935–1945           | 155           | 37        |
| Sam Weaver              | Anh               | Tiền vệ              | 1936–1945           | 125           | 4         |
| Len Goulden             | Anh               | Tiền đạo             | 1945–1950           | 111           | 19        |
| John Harris             | Scotland          | Trung vệ             | 1945–1956           | 364           | 14        |
| Tommy Walker            | Scotland          | Tiền đạo             | 1946–1948           | 104           | 24        |
| Sydney Bathgate         | Scotland          | Hậu vệ               | 1946–1953           | 147           | 0         |
| Ken Armstrong           | Anh · New Zealand | Tiền vệ              | 1946–1957           | 402           | 30        |
| Bill Robertson          | Scotland          | Thủ môn              | 1946–1960           | 215           | 0         |
| Bobby Campbell          | Scotland          | Tiền vệ cánh         | 1947–1954           | 213           | 40        |
| Roy Bentley             | Anh               | Tiền đạo cắm         | 1948–1956           | 367           | 150       |
| Stan Willemse           | Anh               | Hậu vệ trái          | 1949–1956           | 221           | 2         |
| Eric Parsons            | Anh               | Tiền vệ cánh         | 1950–1956           | 177           | 42        |
| Les Stubbs              | Anh               | Tiền đạo             | 1952–1958           | 123           | 35        |
| John McNichol           | Scotland          | Tiền đạo             | 1952–1958           | 202           | 66        |
| Derek Saunders          | Anh               | Tiền vệ              | 1953–1959           | 223           | 9         |
| Ron Tindall             | Anh               | Tiền đạo cắm         | 1953–1961           | 174           | 69        |
| Peter Sillett           | Anh               | Hậu vệ phải          | 1953–1962           | 288           | 34        |
| Frank Blunstone         | Anh               | Tiền vệ cánh         | 1953–1964           | 347           | 54        |
| John Sillett            | Anh               | Hậu vệ cánh          | 1954–1962           | 102           | 1         |
| Peter Brabrook          | Anh               | Tiền đạo             | 1955–1962           | 271           | 57        |
| John Mortimore          | Anh               | Tiền vệ              | 1956–1965           | 279           | 10        |
| Jimmy Greaves           | Anh               | Tiền đạo cắm         | 1957–1961           | 169           | 132       |
| Ken Shellito            | Anh               | Hậu vệ phải          | 1957–1969           | 123           | 2         |
| Barry Bridges           | Anh               | Tiền đạo             | 1958–1966           | 205           | 93        |
| Bobby Tambling          | Anh               | Tiền đạo             | 1959–1970           | 370           | 202       |
| Peter Bonetti           | Anh               | Thủ môn              | 1959–1979           | 729           | 0         |
| Allan Harris            | Anh               | Hậu vệ trái          | 1960–1964 1966–1967 | 102           | 1         |
| Terry Venables          | Anh               | Tiền vệ              | 1960–1966           | 237           | 31        |
| Bert Murray             | Anh               | Tiền đạo             | 1961–1966           | 183           | 44        |
| Ron Harris              | Anh               | Hậu vệ               | 1961–1980           | 795           | 14        |
| Eddie McCreadie         | Scotland          | Hậu vệ trái          | 1962–1974           | 410           | 5         |
| Peter Houseman          | Anh               | Tiền vệ              | 1962–1975           | 343           | 39        |
| Marvin Hinton           | Anh               | Trung vệ             | 1963–1976           | 344           | 4         |
| George Graham           | Scotland          | Tiền đạo             | 1964–1966           | 102           | 46        |
| John Boyle              | Scotland          | Tiền vệ              | 1964–1973           | 266           | 12        |
| Peter Osgood            | Anh               | Tiền đạo cắm         | 1964–1974 1978–1979 | 380           | 150       |
| John Hollins            | Anh               | Tiền vệ              | 1964–1975 1983–1984 | 592           | 64        |
| Charlie Cooke           | Scotland          | Tiền vệ cánh         | 1966–1972 1974–1978 | 373           | 30        |
| Tommy Baldwin           | Anh               | Tiền vệ              | 1966–1974           | 239           | 91        |
| Alan Hudson             | Anh               | Tiền vệ              | 1968–1974           | 189           | 14        |
| David Webb              | Anh               | Trung vệ/Hậu vệ phải | 1968–1974           | 299           | 33        |
| Ian Hutchinson          | Anh               | Tiền đạo cắm         | 1968–1976           | 144           | 58        |
| John Dempsey            | Anh               | Trung vệ             | 1969–1978           | 207           | 7         |
| John Phillips           | Wales             | Thủ môn              | 1970–1980           | 149           | 0         |
| Micky Droy              | Anh               | Trung vệ             | 1970–1985           | 313           | 19        |
| Ian Britton             | Scotland          | Tiền vệ              | 1971–1982           | 289           | 34        |
| Chris Garland           | Anh               | Tiền vệ              | 1971–1975           | 114           | 31        |
| Steve Kember            | Anh               | Tiền vệ              | 1971–1975           | 150           | 15        |
| Gary Stanley            | Anh               | Tiền vệ              | 1971–1979           | 120           | 15        |
| Bill Garner             | Anh               | Tiền đạo cắm         | 1972–1978           | 119           | 36        |
| Gary Locke              | Anh               | Hậu vệ phải          | 1972–1982           | 317           | 4         |
| Kenny Swain             | Anh               | Tiền vệ/Tiền đạo cắm | 1973–1978           | 132           | 29        |
| Steve Wicks             | Anh               | Trung vệ             | 1974–1979 1986–1988 | 164           | 8         |
| Ray Wilkins             | Anh               | Tiền vệ              | 1973–1979           | 198           | 34        |
| David Hay               | Scotland          | Tiền vệ              | 1974–1980           | 120           | 3         |
| Tommy Langley           | Anh               | Tiền đạo cắm         | 1974–1980           | 152           | 43        |
| Clive Walker            | Anh               | Tiền vệ cánh         | 1975–1984           | 224           | 65        |
| John Bumstead           | Anh               | Tiền vệ              | 1976–1991           | 409           | 44        |
| Mike Fillery            | Anh               | Tiền vệ cánh         | 1978–1983           | 181           | 41        |
| Petar Borota            | Nam Tư            | Thủ môn              | 1979–1982           | 114           | 0         |
| Gary Chivers            | Anh               | Trung vệ             | 1979–1983           | 148           | 4         |
| Peter Rhoades-Brown     | Anh               | Tiền vệ cánh         | 1979–1984           | 109           | 5         |
| Colin Pates             | Anh               | Trung vệ             | 1979–1988           | 346           | 10        |
| Chris Hutchings         | Anh               | Hậu vệ trái          | 1980–1983           | 101           | 3         |
| Colin Lee               | Anh               | Tiền đạo cắm         | 1980–1987           | 223           | 41        |
| Paul Canoville          | Anh               | Tiền vệ cánh         | 1981–1986           | 103           | 15        |
| David Speedie           | Scotland          | Tiền đạo cắm         | 1982–1987           | 205           | 64        |
| Nigel Spackman          | Anh               | Tiền vệ              | 1983–1987 1992–1996 | 267           | 14        |
| Eddie Niedzwiecki       | Wales             | Thủ môn              | 1983–1988           | 175           | 0         |
| Pat Nevin               | Scotland          | Tiền vệ cánh         | 1983–1988           | 242           | 45        |
| Joe McLaughlin          | Scotland          | Trung vệ             | 1983–1989           | 268           | 7         |
| Kerry Dixon             | Anh               | Tiền đạo cắm         | 1983–1992           | 420           | 193       |
| Micky Hazard            | Anh               | Tiền vệ              | 1985–1990           | 103           | 7         |
| Gordon Durie            | Scotland          | Tiền đạo cắm         | 1986–1991           | 153           | 63        |
| Tony Dorigo             | Anh               | Hậu vệ trái          | 1987–1991           | 180           | 12        |
| Kevin Wilson            | Bắc Ireland       | Tiền đạo             | 1987–1992           | 191           | 55        |
| Graeme Le Saux          | Anh               | Hậu vệ trái          | 1987–1993 1997–2003 | 312           | 16        |
| Steve Clarke            | Scotland          | Hậu vệ phải          | 1987–1998           | 421           | 10        |
| David Lee               | Anh               | Trung vệ             | 1988–1998           | 194           | 13        |
| Kevin Hitchcock         | Anh               | Thủ môn              | 1988–2001           | 135           | 0         |
| Ken Monkou              | Hà Lan            | Trung vệ             | 1989–1992           | 119           | 2         |
| Dave Beasant            | Anh               | Thủ môn              | 1989–1993           | 157           | 0         |
| Craig Burley            | Scotland          | Tiền vệ              | 1989–1997           | 137           | 11        |
| Erland Johnsen          | Na Uy             | Trung vệ             | 1989–1997           | 183           | 1         |
| Andy Townsend           | Ireland           | Tiền vệ              | 1990–1993           | 138           | 19        |
| Frank Sinclair          | Jamaica           | Trung vệ             | 1990–1998           | 218           | 13        |
| Eddie Newton            | Anh               | Tiền vệ              | 1990–1999           | 214           | 10        |
| Dennis Wise             | Anh               | Tiền vệ              | 1990–2001           | 445           | 76        |
| Andy Myers              | Anh               | Hậu vệ trái          | 1991–1999           | 106           | 2         |
| John Spencer            | Scotland          | Tiền đạo cắm         | 1992–1996           | 137           | 43        |
| Dmitri Kharine          | Nga               | Thủ môn              | 1992–1999           | 146           | 0         |
| Gavin Peacock           | Anh               | Tiền vệ              | 1993–1996           | 134           | 27        |
| Michael Duberry         | Anh               | Trung vệ             | 1993–1999           | 115           | 3         |
| Mark Hughes             | Wales             | Tiền đạo cắm         | 1995–1998           | 123           | 39        |
| Dan Petrescu            | România           | Hậu vệ phải          | 1995–2000           | 208           | 23        |
| Jody Morris             | Anh               | Tiền vệ              | 1995–2003           | 173           | 9         |
| Gianluca Vialli         | Ý                 | Tiền đạo cắm         | 1996–1999           | 68            | 40        |
| Frank Leboeuf           | Pháp              | Trung vệ             | 1996–2001           | 204           | 24        |
| Roberto Di Matteo       | Ý                 | Tiền vệ              | 1996–2002           | 175           | 26        |
| Gianfranco Zola         | Ý                 | Tiền đạo             | 1996–2003           | 312           | 80        |
| Tore André Flo          | Na Uy             | Tiền đạo cắm         | 1997–2000           | 163           | 50        |
| Gustavo Poyet           | Uruguay           | Tiền vệ              | 1997–2001           | 145           | 49        |
| Ed de Goey              | Hà Lan            | Thủ môn              | 1997–2003           | 179           | 0         |
| Celestine Babayaro      | Nigeria           | Hậu vệ trái          | 1997–2005           | 197           | 8         |
| Albert Ferrer           | Tây Ban Nha       | Hậu vệ phải          | 1998–2003           | 113           | 1         |
| Marcel Desailly         | Pháp              | Trung vệ             | 1998–2004           | 222           | 7         |
| Mario Melchiot          | Hà Lan            | Hậu vệ phải          | 1999–2004           | 165           | 5         |
| Carlo Cudicini          | Ý                 | Thủ môn              | 1999–2009           | 214           | 0         |
| Jesper Grønkjær         | Đan Mạch          | Tiền vệ cánh         | 2000–2004           | 116           | 11        |
| Jimmy Floyd Hasselbaink | Hà Lan            | Tiền đạo cắm         | 2000–2004           | 177           | 87        |
| Eiður Guðjohnsen        | Iceland           | Tiền đạo cắm         | 2000–2006           | 263           | 78        |
| Emmanuel Petit          | Pháp              | Trung vệ             | 2001–2004           | 225           | 17        |
| William Gallas          | Pháp              | Trung vệ             | 2001–2006           | 225           | 14        |
| Frank Lampard           | Anh               | Tiền vệ              | 2001–2014           | 648           | 211       |
| Damien Duff             | Ireland           | Tiền vệ cánh         | 2003–2006           | 125           | 19        |
| Geremi                  | Cameroon          | Tiền vệ              | 2003–2007           | 108           | 4         |
| Claude Makélélé         | Pháp              | Tiền vệ              | 2003–2008           | 217           | 2         |
| Wayne Bridge            | Anh               | Hậu vệ trái          | 2003–2009           | 142           | 4         |
| Joe Cole                | Anh               | Tiền vệ              | 2003–2010           | 278           | 39        |
| Arjen Robben            | Hà Lan            | Tiền vệ cánh         | 2004–2007           | 106           | 19        |
| Ricardo Carvalho        | Bồ Đào Nha        | Trung vệ             | 2004–2010           | 210           | 11        |
| Didier Drogba           | Bờ Biển Ngà       | Tiền đạo cắm         | 2004–2012 2014–2015 | 381           | 164       |
| Paulo Ferreira          | Bồ Đào Nha        | Hậu vệ phải          | 2004–2013           | 214           | 2         |
| Petr Čech               | Cộng hòa Séc      | Thủ môn              | 2004–2015           | 486           | 0         |
| Michael Essien          | Ghana             | Tiền vệ              | 2005–2014           | 256           | 25        |
| Michael Ballack         | Đức               | Tiền vệ              | 2006–2010           | 167           | 26        |
| Salomon Kalou           | Bờ Biển Ngà       | Tiền đạo cắm         | 2006–2012           | 254           | 60        |
| Ashley Cole             | Anh               | Hậu vệ trái          | 2006–2014           | 338           | 7         |
| Alex                    | Brasil            | Hậu vệ               | 2007–2012           | 133           | 10        |
| Florent Malouda         | Pháp              | Tiền vệ              | 2007–2013           | 229           | 45        |
| José Bosingwa           | Bồ Đào Nha        | Hậu vệ               | 2008-2012           | 126           | 3         |
| Nicolas Anelka          | Pháp              | Tiền đạo cắm         | 2008–2012           | 181           | 59        |
| Fernando Torres         | Tây Ban Nha       | Tiền đạo cắm         | 2010–2014           | 172           | 45        |
| Ramires                 | Brasil            | Tiền vệ              | 2010–2016           | 246           | 37        |
| Juan Mata               | Tây Ban Nha       | Tiền vệ              | 2011–2014           | 135           | 33        |
| David Luiz              | Brasil            | Trung vệ             | 2011–2014           | 143           | 12        |
| John Terry              | Anh               | Trung vệ             | 1997–2017           | 703           | 66        |
| John Obi Mikel          | Nigeria           | Tiền vệ              | 2006–2017           | 372           | 6         |
| Branislav Ivanović      | Serbia            | Hậu vệ phải          | 2008–2017           | 360           | 33        |
| Oscar                   | Brasil            | Tiền vệ              | 2012–2016           | 189           | 38        |
| Eden Hazard             | Bỉ                | Tiền vệ cánh         | 2012–2019           | 205           | 55        |
| Gary Cahill             | Anh               | Trung vệ             | 2012–2019           | 196           | 17        |
| César Azpilicueta       | Tây Ban Nha       | Hậu vệ trái          | 2012–2023           | 171           | 3         |
| Willian                 | Brasil            | Tiền vệ              | 2013–2020           | 140           | 19        |
| Nemanja Matić           | Serbia            | Tiền vệ              | 2013–2017           | 108           | 5         |
| Diego Costa             | Tây Ban Nha       | Tiền đạo             | 2014–2017           | 78            | 37        |
| Cesc Fàbregas           | Tây Ban Nha       | Tiền vệ              | 2014–2019           | 198           | 22        |
| Kurt Zouma              | Pháp              | Trung vệ             | 2014–2021           | 151           | 10        |
| Ruben Loftus-Cheek      | Anh               | Tiền vệ              | 2014–2023           | 155           | 13        |
| Pedro                   | Tây Ban Nha       | Tiền đạo cánh        | 2015–2020           | 206           | 43        |
| Marcos Alonso           | Tây Ban Nha       | Hậu vệ cánh          | 2016–2022           | 212           | 29        |
| N'Golo Kanté            | Pháp              | Tiền vệ              | 2016–2023           | 269           | 13        |
| Antonio Rüdiger         | Đức               | Trung vệ             | 2017–2022           | 203           | 12        |
| Mason Mount             | Anh               | Tiền vệ              | 2017–2023           | 195           | 33        |
| Callum Hudson-Odoi      | Anh               | Tiền đạo cắm         | 2017–               | 126           | 16        |
| Olivier Giroud          | Pháp              | Tiền đạo cắm         | 2018–2021           | 119           | 39        |
| Ross Barkley            | Anh               | Tiền vệ              | 2018–2022           | 100           | 12        |
| Jorginho                | Ý                 | Tiền vệ              | 2018–2023           | 213           | 29        |
| Kepa Arrizabalaga       | Tây Ban Nha       | Thủ môn              | 2018–               | 163           | 0         |
| Mateo Kovačić           | Croatia           | Tiền vệ              | 2018–2023           | 221           | 6         |
| Reece James             | Anh               | Hậu vệ phải          | 2018–               | 147           | 11        |
| Christian Pulisic       | Hoa Kỳ            | Tiền đạo cánh        | 2019–2023           | 145           | 26        |
| Kai Havertz             | Đức               | Tiền vệ              | 2020–2023           | 139           | 32        |
| Édouard Mendy           | Sénégal           | Thủ môn              | 2020–2023           | 105           | 0         |
| Thiago Silva            | Brasil            | Trung vệ             | 2020–               | 117           | 5         |
| Hakim Ziyech            | Maroc             | Tiền đạo cánh        | 2020–2023           | 107           | 14        |

## Giải thưởng hàng năm

### Cầu thủ xuất sắc nhất năm

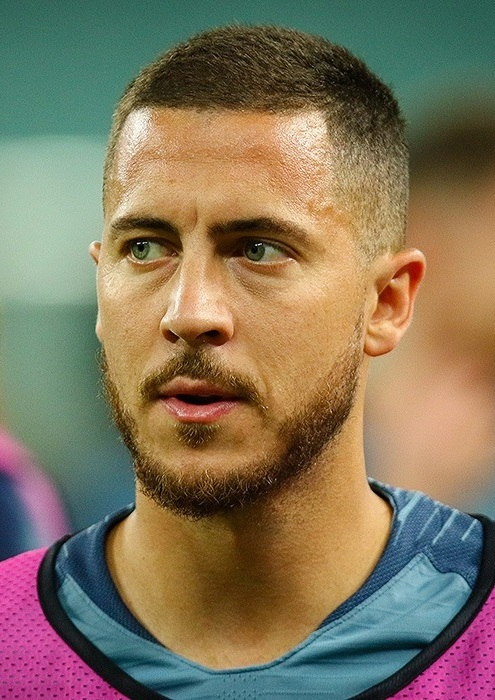
Eden Hazard đang giữ kỉ lục được bầu là Cầu thủ xuất sắc nhất năm với bốn lần

| Năm  | Người giành giải  |
| ---- | ----------------- |
| 1967 | Peter Bonetti     |
| 1968 | Charlie Cooke     |
| 1969 | David Webb        |
| 1970 | John Hollins      |
| 1971 | John Hollins      |
| 1972 | David Webb        |
| 1973 | Peter Osgood      |
| 1974 | Gary Locke        |
| 1975 | Charlie Cooke     |
| 1976 | Ray Wilkins       |
| 1977 | Ray Wilkins       |
| 1978 | Micky Droy        |
| 1979 | Tommy Langley     |
| 1980 | Clive Walker      |
| 1981 | Petar Borota      |
| 1982 | Mike Fillery      |
| 1983 | Joey Jones        |
| 1984 | Pat Nevin         |
| 1985 | David Speedie     |
| 1986 | Eddie Niedzwiecki |
| 1987 | Pat Nevin         |
| 1988 | Tony Dorigo       |
| 1989 | Graham Roberts    |

| Năm  | Người giành giải       |
| ---- | ---------------------- |
| 1990 | Ken Monkou             |
| 1991 | Andy Townsend          |
| 1992 | Paul Elliott           |
| 1993 | Frank Sinclair         |
| 1994 | Tiền đạo cắmeve Clarke |
| 1995 | Erland Johnsen         |
| 1996 | Ruud Gullit            |
| 1997 | Mark Hughes            |
| 1998 | Dennis Wise            |
| 1999 | Gianfranco Zola        |
| 2000 | Dennis Wise            |
| 2001 | John Terry             |
| 2002 | Carlo Cudicini         |
| 2003 | Gianfranco Zola        |
| 2004 | Frank Lampard          |
| 2005 | Frank Lampard          |
| 2006 | John Terry             |
| 2007 | Michael Essien         |
| 2008 | Joe Cole               |
| 2009 | Frank Lampard          |
| 2010 | Didier Drogba          |
| 2011 | Petr Čech              |
| 2012 | Juan Mata              |

| Năm  | Người giành giải |
| ---- | ---------------- |
| 2013 | Juan Mata        |
| 2014 | Eden Hazard      |
| 2015 | Eden Hazard      |
| 2016 | Willian          |
| 2017 | Eden Hazard      |
| 2018 | N'Golo Kanté     |
| 2019 | Eden Hazard      |
| 2020 | Mateo Kovačić    |
| 2021 | Mason Mount      |
| 2022 | Mason Mount      |
| 2023 | Thiago Silva     |

### Cầu thủ xuất sắc nhất năm do đồng đội bình chọn
| Năm  | Người giành giải  |
| ---- | ----------------- |
| 2006 | Lassana Diarra    |
| 2007 | Didier Drogba     |
| 2008 | Ricardo Carvalho  |
| 2009 | Ashley Cole       |
| 2010 | Florent Malouda   |
| 2011 | Ashley Cole       |
| 2012 | Ramires           |
| 2013 | Juan Mata         |
| 2014 | César Azpilicueta |
| 2015 | Eden Hazard       |
| 2016 | Willian           |
| 2017 | Eden Hazard       |
| 2018 | N'Golo Kanté      |
| 2019 | Eden Hazard       |
| 2020 | Mateo Kovačić     |
| 2021 | Mason Mount       |
| 2022 | Mason Mount       |
| 2023 | Thiago Silva      |

### Cầu thủ trẻ xuất sắc nhất năm
| Năm  | Người giành giải            |
| ---- | --------------------------- |
| 1983 | Keith Dublin                |
| 1984 | Robert Isaac                |
| 1985 | Gareth Hall                 |
| 1986 | Mick Bodley                 |
| 1987 | Jason Cundy                 |
| 1988 | Eddie Cunnington            |
| 1989 | ----- Không trao giải ----- |
| 1990 | ----- Không trao giải ----- |
| 1991 | Andy Myers                  |
| 1992 | Zeke Rowe                   |
| 1993 | Neil Shipperley             |
| 1994 | Mark Nicholls               |
| 1995 | Chris McCann                |
| 1996 | Jody Morris                 |
| 1997 | Nick Crittenden             |
| 1998 | John Terry                  |
| 1999 | Samuele Dalla Bona          |

| Năm  | Người giành giải    |
| ---- | ------------------- |
| 2000 | Rhys Evans          |
| 2001 | Leon Knight         |
| 2002 | Carlton Cole        |
| 2003 | Robert Huth         |
| 2004 | Robert Huth         |
| 2005 | Robert Huth         |
| 2006 | Lassana Diarra      |
| 2007 | John Obi Mikel      |
| 2008 | Đội trẻ U18         |
| 2009 | Michael Mancienne   |
| 2010 | Đội trẻ U18         |
| 2011 | Josh McEachran      |
| 2012 | Lucas Piazon        |
| 2013 | Nathan Aké          |
| 2014 | Lewis Baker         |
| 2015 | Kurt Zouma          |
| 2016 | Ruben Loftus-Cheek  |
| 2017 | Không trao giải     |
| 2018 | Andreas Christensen |
| 2019 | Callum Hudson-Odoi  |

### Cầu thủ học viện xuất sắc nhất năm
| Năm  | Người giành giải |
| ---- | ---------------- |
| 2015 | Dominic Solanke  |
| 2016 | Fikayo Tomori    |
| 2017 | Mason Mount      |
| 2018 | Reece James      |
| 2019 | Conor Gallagher  |
| 2020 | Billy Gilmour    |
| 2021 | Timo Livramento  |
| 2022 | Harvey Vale      |
| 2023 | Lewis Hall       |

### Bàn thắng đẹp nhất năm
| Năm  | Người giành giải        | Đối thủ                 | Bàn thắng | Kết quả | Sân vận động    | Giải đấu              |
| ---- | ----------------------- | ----------------------- | --------- | ------- | --------------- | --------------------- |
| 2007 | Michael Essien          | Arsenal                 | 1–1       | 1–1     | Stamford Bridge | Premier League        |
| 2008 | Juliano Belletti        | Tottenham Hotspur       | 1–0       | 2–0     | Stamford Bridge | Premier League        |
| 2009 | Michael Essien          | Barcelona               | 1–0       | 1–1     | Stamford Bridge | UEFA Champions League |
| 2010 | Ashley Cole             | Sunderland              | 3–0       | 7–2     | Stamford Bridge | Premier League        |
| 2011 | Ramires                 | Manchester City         | 2–0       | 2–0     | Stamford Bridge | Premier League        |
| 2012 | Ramires                 | Barcelona               | 2–1       | 2–2     | Camp Nou        | UEFA Champions League |
| 2013 | Oscar                   | Juventus                | 2–0       | 2–2     | Stamford Bridge | UEFA Champions League |
| 2014 | Lewis Baker             | U21 Arsenal             | 1–1       | 1–2     | Emirates        | Barclays U21 League   |
| 2015 | Oscar                   | Queens Park Rangers     | 1–0       | 2–1     | Stamford Bridge | Premier League        |
| 2016 | Eden Hazard             | Tottenham Hotspur       | 2–2       | 2–2     | Stamford Bridge | Premier League        |
| 2017 | Eden Hazard             | Arsenal                 | 2–0       | 3–1     | Falmer          | Premier League        |
| 2018 | Willian Borges da Silva | Brighton & Hove Albion  | 0-2       | 0-4     | Stamford Bridge | Premier League        |
| 2019 | Eden Hazard             | Liverpool               | 1-2       | 1-2     | Anfield         | EFL Cup               |
| 2020 | Fikayo Tomori           | Wolverhampton Wanderers | 0-1       | 2-5     | Molineux        | Premier League        |
| 2021 | Olivier Giroud          | Atlético Madrid         | 0-1       | 0-1     | Arena Națională | UEFA Champions League |
| 2022 | Mateo Kovačić           | Liverpool               | 1–2       | 2–2     | Stamford Bridge | Premier League        |
| 2023 | Conor Gallagher         | Crystal Palace          | 1–2       | 1–2     | Selhurst Park   | Premier League        |